# Cantone di Ernée
Il Cantone di Ernée è una divisione amministrativa dell'arrondissement di Mayenne dell'arrondissement di Laval.
A seguito della riforma approvata con decreto del 21 febbraio 2014, che ha avuto attuazione dopo le elezioni dipartimentali del 2015, è passato da 6 a 15 comuni.

## Composizione
I 6 comuni facenti parte prima della riforma del 2014 erano:
- Ernée
- Larchamp
- Montenay
- La Pellerine
- Saint-Denis-de-Gastines
- Vautorte

Dal 2015 i comuni appartenenti al cantone sono i seguenti 15:
- Andouillé
- La Baconnière
- La Bigottière
- Chailland
- La Croixille
- Ernée
- Juvigné
- Larchamp
- Montenay
- La Pellerine
- Saint-Denis-de-Gastines
- Saint-Germain-le-Guillaume
- Saint-Hilaire-du-Maine
- Saint-Pierre-des-Landes
- Vautorte